# Edy Reinalter
Edy Reinalter (Sankt Moritz, 24 dicembre 1920 – Tschagguns, 19 novembre 1962) è stato uno sciatore alpino svizzero.
È scomparso nel 1962 all'età di 41 anni, durante una battuta di caccia, per essersi sparato accidentalmente mentre puliva il proprio fucile
È stato il primo campione olimpico di slalom speciale, all'olimpiade di Sankt Moritz 1948.

## Palmarès

### Mondiali
- Oro a St. Moritz 1948 nello slalom speciale.